# Izair
Izair – nieistniejąca turecka linia lotnicza z siedzibą w Izmirze. Głównym węzłem był port lotniczy w Izmirze.
W listopadzie 2018 linia ogłosiła, że z końcem roku zostanie wchłonięta przez Pegasus Airlines tym samym kończąc swoją działalność.

## Flota
W skład floty w styczniu 2014 wchodził 1 siedmioletni Boeing 737-800 o numerze rejestracyjnym TC-IZG, latający wcześniej dla Ryanair jako EI-DPE.